# 宇宙でイチバン逢いたい人
『宇宙でイチバン逢いたい人』（うちゅうでイチバンあいたいひと）は、日本テレビで2008年7月3日から2009年3月26日まで、毎週木曜24:38 - 25:08（金曜午前0:38 - 1:08）（JST）に放送していたドキュメント風バラエティ番組である。
放送時間は7月3日 - 9月25日までが24:29 - 24:59（金曜午前0:29 - 0:59）だったが、10月より現在の時間になった。

## 内容
- もしもこの宇宙で誰かひとり逢う事ができるとするならば一体誰か?毎回ゲストが、番組特製逢えるチケットを持って、ゲストが今一番逢いたい人に逢う。ただし、このチケットには、ケータイのメールが付いているのでその指示に従うことが番組唯一のルールである。

## 出演

### MC
- 安田美沙子（ナレーター兼任）

### ゲスト
- 01箭内道彦
- 02内田恭子
- 03土岐田麗子
- 04今井雅之
- 05八田亜矢子
- 06児嶋一哉（アンジャッシュ）
- 07谷村奈南
- 08田中律子
- 09ピエール瀧
- 10品川祐（品川庄司）
- 11辺見えみり
- 12児島幹規（Begin編集長）
- 13LIZA
- 14エド・はるみ
- 15宮尾俊太郎（バレエダンサー）
- 16南明奈
- 17田崎真也（ソムリエ）
- 18村治佳織（ギタリスト）
- 19秋元康（作詞家）
- 20鈴木亜美
- 21大沢あかね
- 22はるな愛
- 23高城剛
- 24橘慶太（w-inds.）
- 25尾川智子
- 26ローラ・チャン
- 27見城徹（幻冬舎社長）
- 28上原美優
- 29田臥勇太（プロバスケットボール選手）
- 30千原ジュニア（千原兄弟）
- 31平愛梨
- 32細川茂樹
- 33優木まおみ
- 34相川七瀬
- 35鈴木紗理奈
- 36小木博明（おぎやはぎ）
- 37宮本笑里（バイオリニスト）
- 38椿姫彩菜
- 39武田双雲（書道家）

## スタッフ
- 企画・構成：小山薫堂
- 協力：Thee BLUEBEAT
- 演出：加藤孝司
- プロデューサー：鬼頭直孝
- チーフプロデューサー：鈴木雅人
- 制作著作：日本テレビ